# Mulsanne
Mulsanne település Franciaországban, Sarthe megyében. Lakosainak száma 5299 fő (2022. január 1.). Mulsanne Le Mans, Teloché, Arnage, Moncé-en-Belin, Ruaudin és Laigné-Saint-Gervais községekkel határos.

## Népesség
A település népességének változása:
| Lakosok száma | 4772 | 5088 | 5368 | 5238 | 5232 | 5225 | 5231 | 5220 | 5299 |
|               | 2013 | 2015 | 2016 | 2017 | 2018 | 2019 | 2020 | 2021 | 2022 |